# Lena Scissorhands
Елена Катарага (нар. 22 листопада 1986, Кишинів, Молдавська РСР), професійний псевдонім Lena Scissorhands, — молдовська співачка та авторка пісень у стилі хеві-метал, яка зараз проживає в США. Вокалістка та одна із засновниць молдовського метал-гурту Infected Rain. Вокалістка американського альтернативного метал-гурту Death Dealer Union.

## Дитинство та юність
Катарага народилася 22 листопада 1986 року в Кишиневі, Молдова. Була старшою з трьох братів і сестер, тому росла за скрутних фінансових обставин. Це змусило її шукати роботу в дуже ранньому віці. Мати працювала фельдшером. Батько має вірменське походження. Родина була російськомовною і проживала в районі Телецентру Кишинева. Катарага навчалася в румунськомовній школі в Кишиневі, а у 13 років зацікавилася альтернативною музикою. Захоплена жорсткими рифами та агресивним вокалом, відкрила для себе любов до метал-музики у віці 14 років. Пізніше вона працювала візажистом і пройшла навчання на стиліста-перукаря, що дало їй прізвисько Scissorhands (Руки-ножиці).

## Музична кар'єра

### Infected Rain

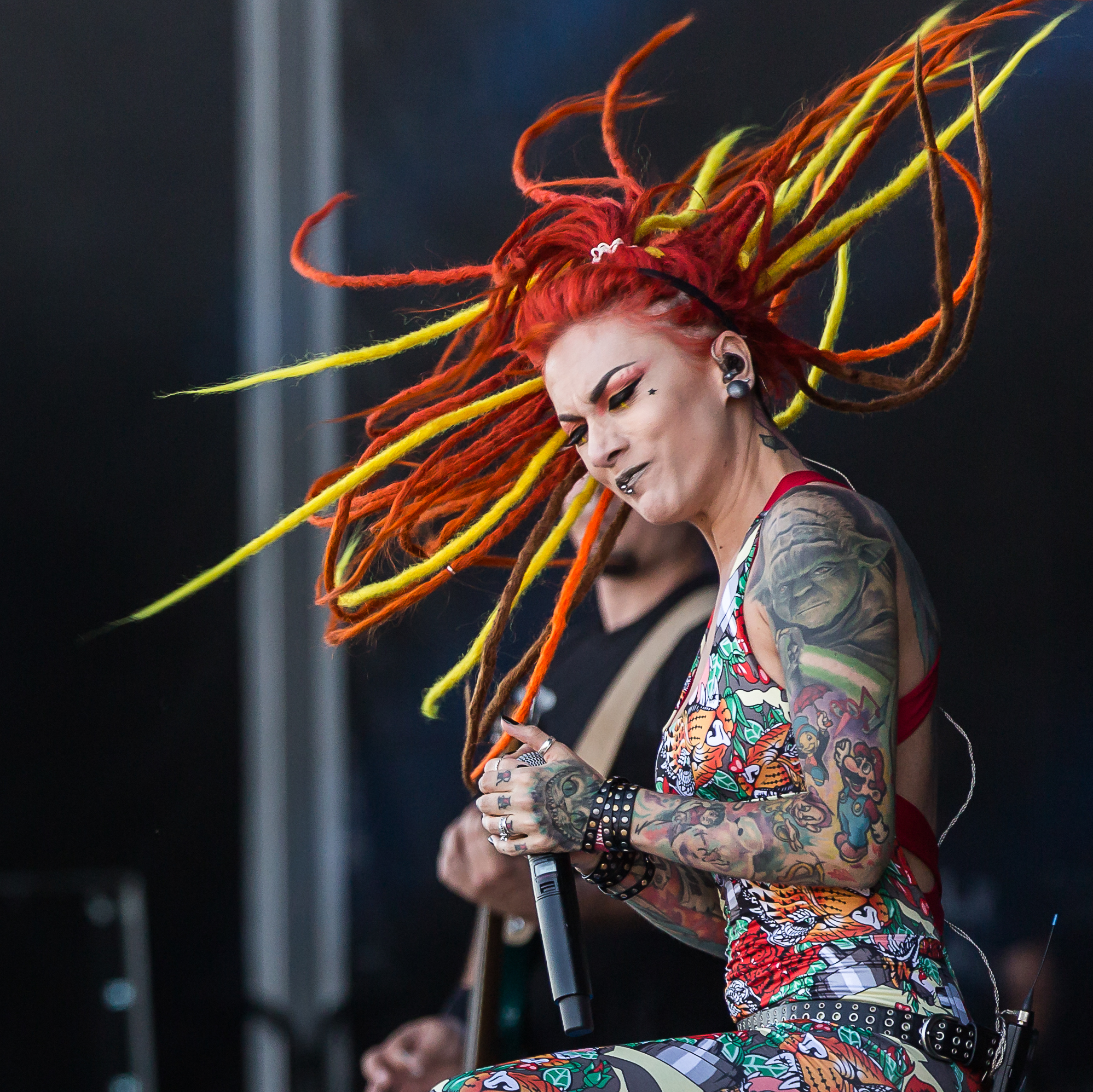
Scissorhands співає з Infected Rain у 2019 році

У 2008 році Scissorhands створила гурт Infected Rain разом з гітаристом Вадимом «Відіком» Ожогом та Іваном «DJ Kapa» Крістіогло. Гурт вперше виступив 3 серпня 2008 року в рамках триб'ют-концерту Slayer; перший мініальбом Judgmental Trap вийшов у 2009 році.Не маючи музичної освіти, Елена почала брати уроки у вчительки співу Тетяни Робертівни. Відтоді вона також присвятила себе написанню текстів пісень для Infected Rain. Її тексти розповідають про особистий досвід, страхи та розчарування, які траплялися з нею в житті.
У наступні роки гурт мав численні живі виступи на фестивалях, у турах та на розігріві у Eluveitie та Lacuna Coil. У 2013 році Scissorhands почала брати уроки у відомої вчительки співу Мелісси Кросс у Нью-Йорку, яка вже працювала з іншими відомими музикантами. 18 жовтня 2019 року вийшов четвертий студійний альбом гурту Endorphin, до якого Scissorhands написали тексти всіх пісень. Альбом отримав переважно позитивні відгуки.

### Death Dealer Union
8 квітня 2022 року Death Dealer Union випустили свій перший сингл Borderlines за участю Scissorhands. 12 серпня гурт оголосив, що Scissorhands офіційно приєдналася до гурту. 1 листопада оголосили про підписання контракту з Napalm Records.

### Гостьові виступи та вокальний стиль
Окрім співу з Infected Rain, Scissorhands також мала гостьові виступи в інших музичних проєктах (зокрема, Seas on the Moon, Nu-Nation, Anotherkind, Chase the Comet, Nervosa). Особливістю є її гортанний спів (гарчання, крики); проте вона також практикує чистий спів. Зміна вокальної техніки – дуже часто в межах однієї пісні – характерна для музики Infected Rain. Завдяки своєму стилю, місцеві ЗМІ назвали Scissorhands найексцентричнішою вокалісткою Молдови.

## Особисте життя
Катарага — веганка, мешкає в Лас-Вегасі, штат Невада, США. Вона веде власний канал на YouTube. Не вживає наркотиків та алкоголю, але ніколи не натякала на те, чи дотримується субкультури straight edge.
Також відома своїми татуюваннями, на нозі має татуювання з зображенням її вокальних натхненників: одне з них — Мітч Лакер з Suicide Silence, а інше — Чіно Морено з Deftones.

## Дискографія
Із Infected Rain
З Seas on the Moon
міні-альбом
- 2020: Sanctuary

Сингли
- 2016: Hovering
- 2017: Promise
- 2020: Opium
- 2020: Another
- 2020: Sanctuary
- 2021: The Regress
- 2022: The Rule of 21

З Nu-Nation
Сингли
- 2016: Let Me Go

З Anotherkind
- 2020: Aero Zeppelin (кавер Nirvana)
- 2021: Back to the Roots (Вернёмся)
- 2021: Listen to Your Heart (кавер Roxette)

З Chase the Comet
Сингли
- 2020: All the Things She Said (кавер на Тату)

З Awake Again
Сингли
- 2021: Busy Doing Nothing

З Oceans
Сингли
- 2021: Voices

З Astray Valley
Сингли
- 2021: Erased

З Vervain St. Project
Сингли
- 2021: Believe
- 2022: Free

З Trembling Sky
Сингли
- 2021: Pretend to Fly

З Death Dealer Union
Студійні альбоми
- 2023: Initiation

Сингли
- 2022: Borderlines
- 2022: Beneath the Surface

З Metopia
Сингли
- 2022: Kriegerin
- 2023: New Dawn

Зі Staple R
Сингли
- 2022: Bumblebee Cemetery